# مارپیچ‌ساقگان
مارپیچ‌ساقگان (نام علمی: Trepaxonemata) نام یک زیررده از رده میله‌وارداران است.